# 台湾金狗毛蕨
台湾金狗毛蕨（学名：Cibotium taiwanense）为金毛狗科金狗毛蕨属下的一个种。